# Evangelická fara v Čáslavi
Evangelická fara v Čáslavi je budova číslo 159/16 postavená v čáslavské ulici Jana Karafiáta. Od 14. ledna 2024 je spolu s kostelem zařazena mezi kulturní památky.
Mezi farou a novorománským evangelickým kostelem z let 1864–1869 od chrudimského stavitele Františka Schmoranze st. leží zahrada. Fara stojí v jihovýchodním rohu zahrady. Na západní straně s výhledem na Podměstský rybník zahrada hraničí s částí městských hradeb a jednou z bašt městského opevnění ze 2. poloviny 13. století. V roce 2020 byla bašta rekonstruována a má bezbariérový přístup. „Bašta pro všechny“ získala 1. místo v celostátní soutěži Památka roku 2020 v kategorii menších oprav. V baště se týdně koná setkání Na kafe s farářkou.

## Popis
Pozemek vedle kostela pro budoucí faru byl evangelickým sborem zakoupen v roce 1866.
Patrová budova fary čtvercového půdorysu se stanovou střechou pokrytou bobrovkami v průčelí s deskovou korunní římsou a obdélnými vikýři obloženými měděným plechem, důležitým prvkem modernistické stavby, byla postavena v letech 1928 na místě původní staré evangelické fary. Autorem projektu byl architekt Bohumír Kozák (1885–1978), architekt i dalších evangelických kostelů (Polička, v Praze v Libni, Střešovicích a Nuslích). Byl synem evangelického faráře Františka Kozáka (1857–1926, který v Čáslavi působil v letech 1888–1925). V době stavby fary byl farářem Rudolf Petr Lány.

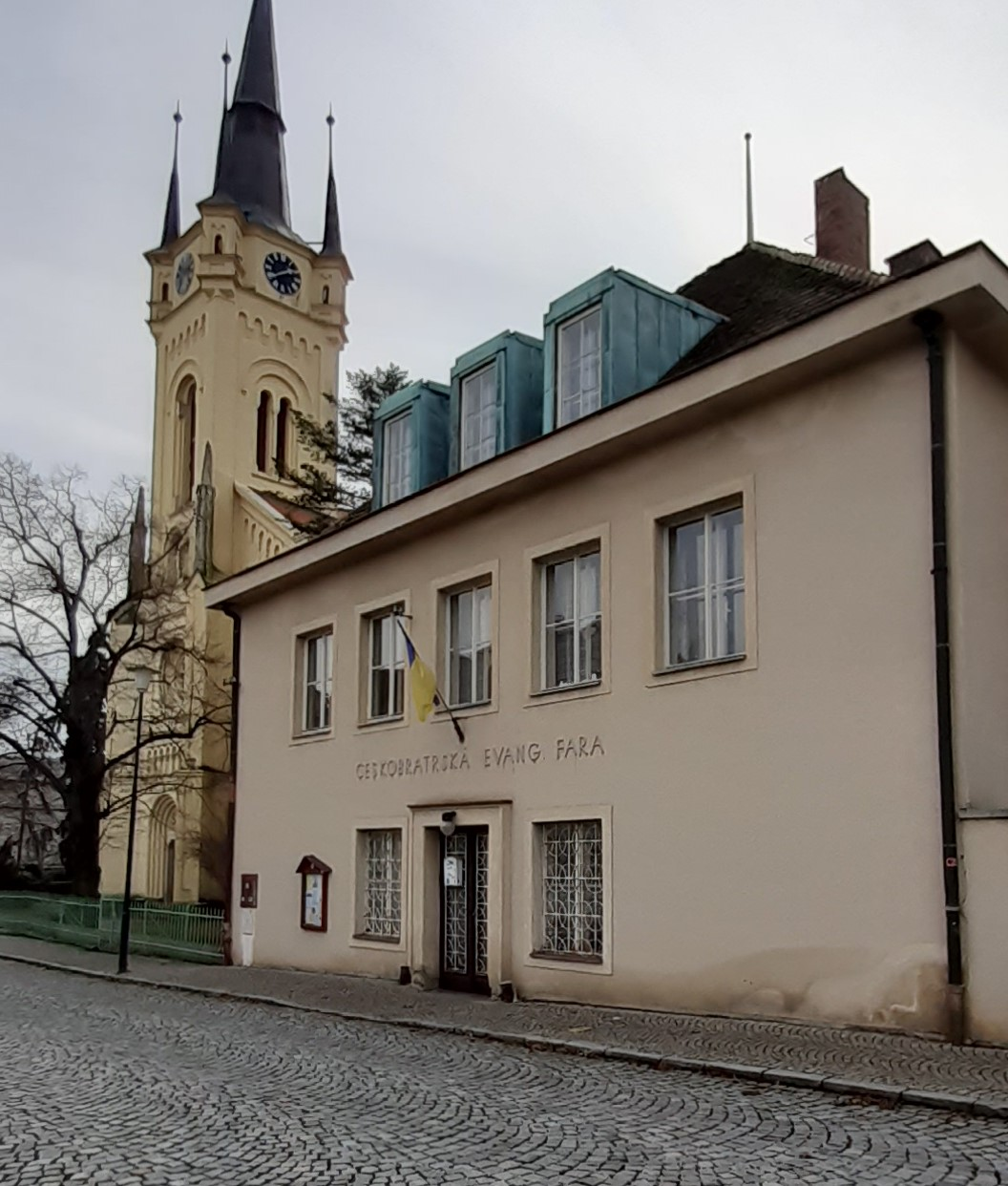
Evangelická fara v Čáslavi

Bohumír Kozák pro Čáslav navrhl několik dalších děl: pomník Matouše Ulického, budovu Žižkova (dnes Husova) sboru ve stylu klasicizující moderny (1924–1926), budovu dnešní zemědělské školy (dříve Vyšší hospodářská škola, 1925–1926), Pickovu vilu (1928) a interiér Žižkovy síně na čáslavské radnici.
Budova je postavena ve stylu pozdní moderny s puristicky řešenými fasádami. Má tři vchody. Hlavní vchod je z čelní strany v ulici Jana Karafiáta uprostřed průčelí s dvoukřídlými dveřmi s ozdobnou mřížkou. Shodná mřížka je i na postranních oknech.
Okna jsou vertikálně obdélná, v hlavním průčelí a v průčelí směrem ke kostelu mají jednoduché šambrány. Další dvě průčelí jsou bez šambrán. Většina původních okenních výplní se zachovala. Čelní přízemí je tříosé, v patře má pět okenních os. Boční jihovýchodní strana směrem ke kostelu má přízemí s dvěma osami, patro tříosé. Protilehlá severozápadní strana má v ustupující ose dvojitě zalomené schodiště s plochou stříškou. Jihozápadní průčelí otočené do zahrady směrem k bývalým hradbám je tříosé a má předstupující středový rizalit.
Hlavní uliční průčelí má nad vstupem verzálkami provedený nápis „Českobratrská evang. fara“.
Dominantou symetrického průčelí je jednoduchý vstupní portál, korunní římsa a tři podkrovní vikýře.

### Interiér
Interiér budovy z větší části zůstal zachován, především původní dveře, zábradlí schodišť, místy dlažba a parketové podlahy. Dominujícím prostorem přízemí je v zadní části sál Komenského síň, využívaný jako zimní modlitebna (místnost byla původně zřízena pro dobročinný spolek paní a dívek Marta). Sál je rozdělen do tří částí, středová je hlubší s vyvýšeným pódiem (řečniště), postranní části mají velká okna. Do sálu vedou troje prosklené dvoukřídlé dveře s původními madly a kováním. Nade dveřmi do sálu je světlíková stěna z osmnácti strukturovaných skleněných tabulek shodných s tabulkami v oknech sálu.
Schodištěm se zábradlím se vstupuje do chodbičky prvního patra s místnostmi bývalé kanceláře a archivu, předsíně vedoucí ke vstupu do dalších místností a schodištěm do podkrovního patra.
V letech 2014–2015 proběhla generální oprava farního bytu za podpory německého spolku Gustav-Adolf-Werk.